# VinFast Ludo
VinFast Ludo là một trong hai dòng xe máy điện tay ga được Công ty trách nhiệm hữu hạn sản xuất và Kinh doanh VinFast thiết kế, phát triển sản xuất và đưa ra thị trường ngày 12 tháng 9 năm 2019, tiếp nối dòng xe máy điện VF Klara năm 2018. Tên gọi Ludo xuất phát từ Latin  ludo 'I play - Tay chơi'. Cùng với VF Impes, VF Ludo hướng tới đối tượng là học sinh trung học, mà chủ yếu là cấp 3.

## Tên gọi
Ludo - I Play, nghĩa là năng động, sôi nổi.

## Cấu hình
Nguồn: VF
| Tham số                     | VinFast Ludo                                   |
| --------------------------- | ---------------------------------------------- |
| Thiết kế                    | Italdesign                                     |
| Động cơ                     |                                                |
| Loại động cơ                | Động cơ điện một chiều không chổi than         |
| Công suất                   | danh định 500 W tối đa 1.100 w                 |
| Khối lượng động cơ          | 8,5 kg                                         |
| Chống nước                  | IP57                                           |
| Moment xoắn                 | 60 Nm                                          |
| Vòng xoay định danh động cơ | 382 vòng/phút                                  |
| Vành bánh                   | 14 ″                                           |
| Số chỗ ngồi                 | 2                                              |
| Màu xe                      | 5 (đỏ, trắng, xanh lam, xanh da trời, ghi xám) |
| Dài                         | 1.699 mm                                       |
| Cao                         | 1.209 mm                                       |
| Rộng                        | 749 mm                                         |
| Chiều dài cơ sở             | 1.300 mm                                       |
| Trọng lượng                 | 68 kg                                          |
| Tải trọng                   | 140 kg                                         |
| Nguồn điện                  |                                                |
| Pin Lithium-ion             | LG Chem                                        |
| Khối lượng pin              | 7,8 kg                                         |
| Pin chống nước              | IP67                                           |
| Dung lượng pin              | 22 Ah                                          |
| Điện áp pin                 | 50,4 V                                         |
| Tốc độ tối đa               | 35 km/h                                        |
| Quãng đường                 | 70 km                                          |
| Chế độ lái                  | 2 (Eco, Sport)                                 |

Ngày 1 tháng 6 năm 2020, VF công bố giá bán pin Lithium ion LG Chem-VinFast (dành cho dòng xe máy điện VinFast Klara S, Impes và Ludo) là 6.600.000 VND trong tháng 6/2020, từ tháng 7/2020 sẽ là 8.600.000 VND.